# Jakub Haberfeld

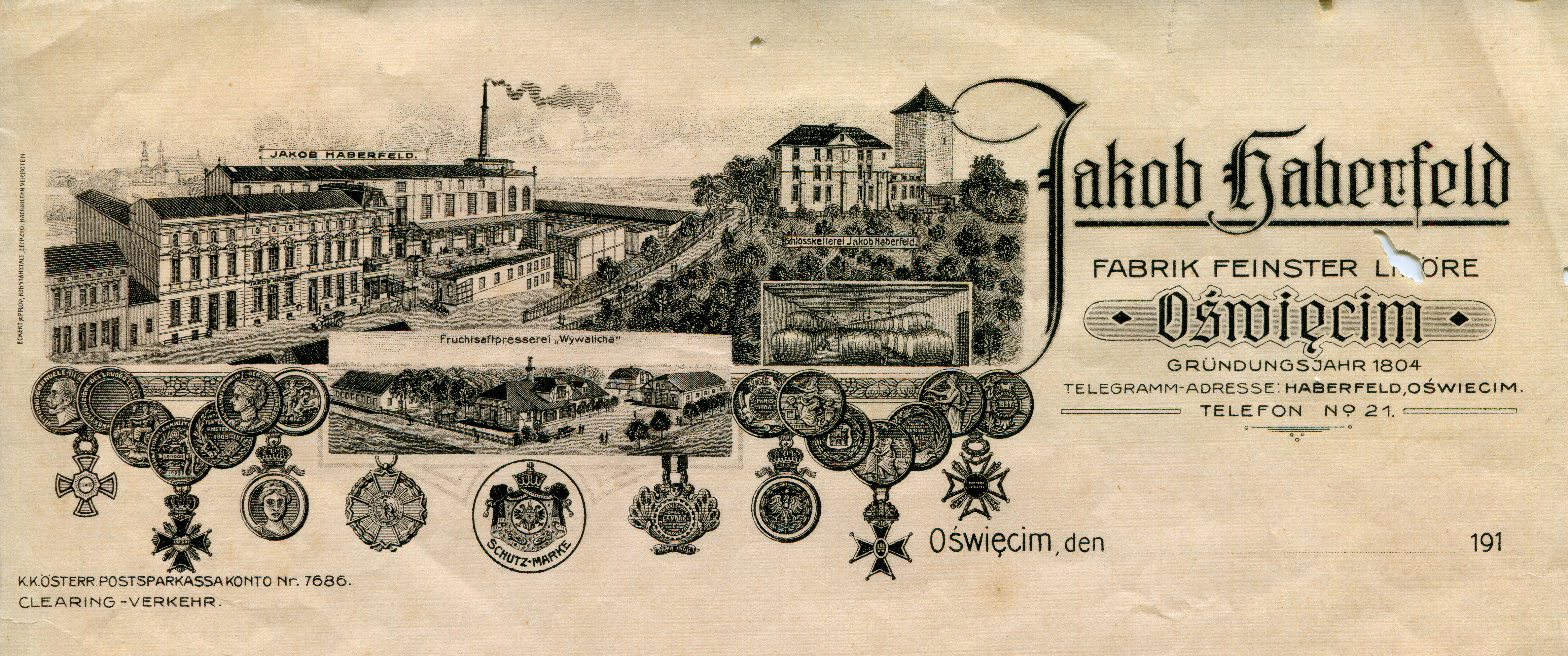
Гравюра фирменного документа фабрики Якуба Хаберфельда.

Якуб Хаберфельд — польская ликёро-водочная фабрика, основанная в 1804 году в Освенциме. Работа компании была возобновлена в июне 2019 года.

## История
Семья Хаберфельд поселилась в Освенциме во второй половине XVIII века. Якуб, сын Симона и Яхеты, основал в 1804 году ликёро-водочный завод. После его смерти бизнес унаследовал сын Якуба (1839—1904). В 1906 году новым владельцем стал Эмиль Хаберфельд. Хаберфельды были прогрессивной еврейской семьёй, которая участвовала в общественной жизни. Многие из них служили в городском совете и участвовали в благотворительных инициативах.
На рубеже XIX и XX веков завод изготавливал пиво для пивоварни Яна Гётца в Окоциме. Примерно с 1906 года и до конца межвоенного периода компания сотрудничала с пивоварней «Живец». В начале XX века фабрика расширилась и приобрела новые здания, в том числе помещения в замке Освенцима.
В августе 1939 года Альфонс Хаберфельд и его жена Фелиция приняли участие во Всемирной выставке 1939 года в Нью-Йорке, представив свою продукцию в польском павильоне. Они возвращались на родину уже после начала Второй мировой войны. Корабль, на котором находились супруги, был остановлен и направлен в Шотландию, поэтому они не попали в оккупированную Германией Польшу. Во время войны Альфонс и Фелиция вместе с детьми, Францишкой и Хенриком, отправились в США. В 1952 году совместно с пострадавшими от Холокоста они основали организацию под названием «Клуб 1939». Супруги Хаберфельд умерли в Лос-Анджелесе — Альфонс в 1970 году, а Фелиция в 2010 году.
После окончания военных действий в 1945 году дом и фабричные здания были переданы Государственной казне. В 1945—1947 годах завод назывался: «Завод Якуба Хаберфельда под государственным управлением», а после 1947 года он назывался: «Освенцимские Предприятия Полевой Промышленности», «Завод безалкогольных напитков и завод по розливу пива в Освенциме». После 1989 года заводы по розливу были объявлены банкротами, а оставшееся заводское имущество было разграблено. В 1992 году был обнаружен замурованный подвал, в котором находилось несколько тысяч бутылок, готовых к производству.
Решением властей от 25 сентября 1995 года фабрика и дом семьи Хаберфельд были внесены в реестр памятников Бельского воеводства. К 2003 году здания завода и жилье, покинутые и не отремонтированные, пришли в упадок. В 2003 году было принято решение снести постройки.

## Продукция

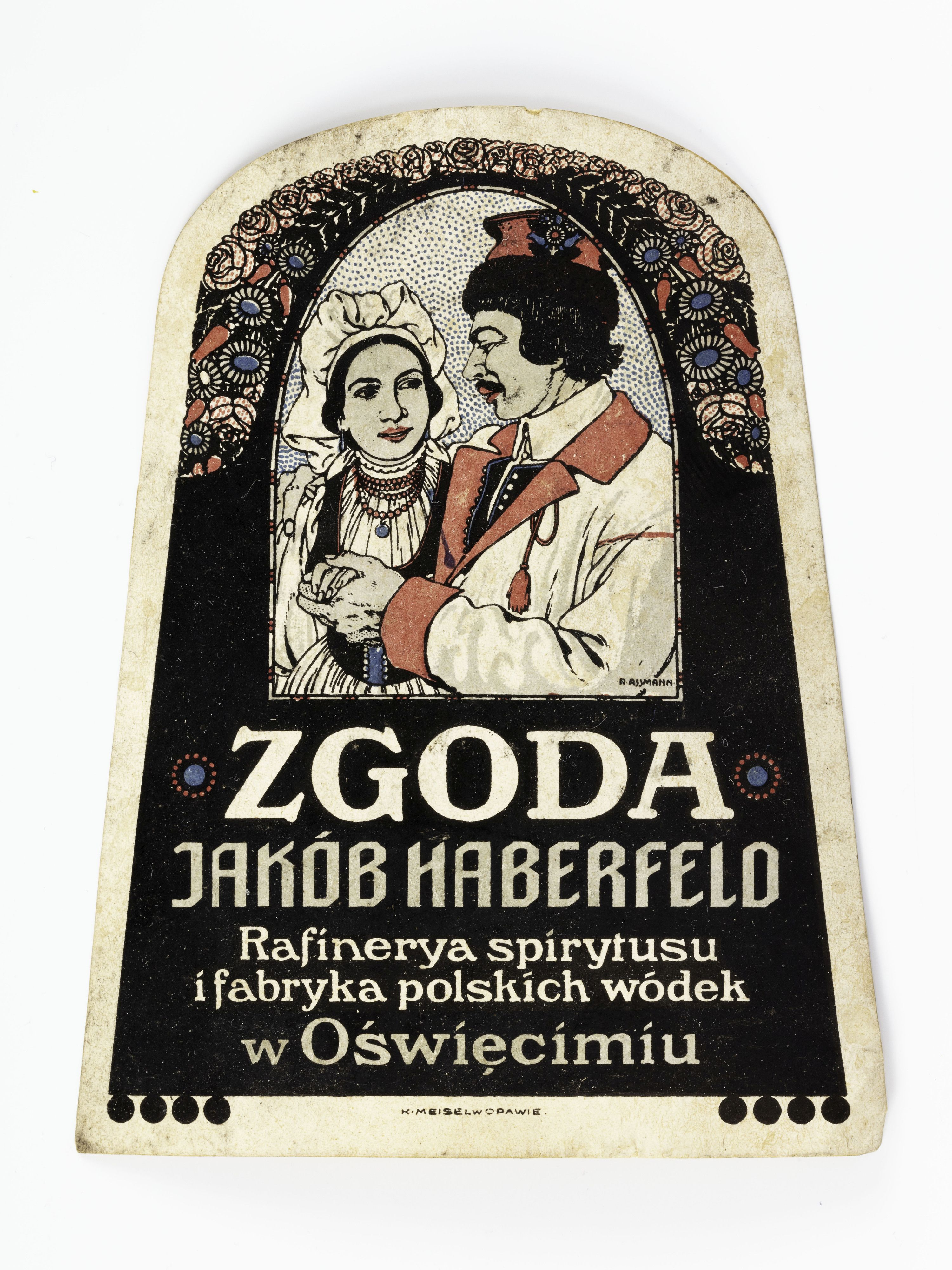
Этикетка от бутылки водки «Zgoda», произведенной в Освенциме на фабрике Якоба Хаберфельда

Напитки готовились на основе натуральных соков. Они производились и хранились в подвалах ресторана «Монополь», который располагался в жилом доме рядом с заводскими помещениями. Напитки разливались в характерные, фирменные и фарфоровые стеклянные бутылки, изготовленные на заказ. Для бутылок с содовой использовались фарфоровые пробки. Вся продукция фабрики имела оригинальные этикетки, которые производились в частности в Бельско и в Опаве. Завод выпускал несколько десятков видов водки и ликёров с большим количеством вкусов. Фирменными алкогольными напитками фабрики были «Магистр», «Баштувка» и «Согласие».
Во время Первой мировой войны завод производил водку для австрийской армии, которая была частью солдатского снаряжения. Этот напиток назывался «Имперский артиллерист» (в ориг. «Kaizerschutze»). У фабрики также был склад и отдел продаж в городе Кенты, которым управлял господин Хоффман, и склад в Кракове. У Хаберфельда также было много продавцов, которые рекламировали его продукцию (например, в Силезии это был Францишек Кель).
Согласно промышленной форме, представленной владельцами в 1934 году, завод назывался «Завод по производству водки, ликёров и фруктовых соков», это было генеральное предприятие. Средняя заработная плата работника составляла 750 злотых, а офисного работника — 2000 злотых.
Фабрика, помимо продажи продукции на местном уровне, экспортировала её в Италию, Австрию, Германию и Венгрию. Хаберфельд также выставлял свою продукцию на различных зарубежных выставках, где был награждён дипломами и медалями.
Во время немецкой оккупации завод был захвачен, управляющий стал немец по имени Гендельманн. Немцы использовали следующие этикетки: «Haberfeld unter Verwaltung Treuhänder» (пер.: «Хаберфельд под управлением доверенного лица»), и производство в этот период продолжалось в меньших масштабах. Все заводское имущество и жилой дом остались нетронутыми и пережили период нацистской оккупации.

## Музей водки
30 июня 2019 года на территории бывшего завода по производству водки и ликёров Якоба Хаберфельда был открыт Музей водки, посвящённый достижениям этой семьи из Освенцима, их вкладу в развитие ликёро-водочной промышленности как в регионе, так и в стране. В музее представлена история семьи, которая прославилась в мире не только как значимый бренд водки и ликёра, но также выдающимися городскими личностями. Мало кто знает, что Альфонс Хаберфельд был единственным акционером Освенцима первого польского автомобильного завода «Освенцим-Прага», которым пользовались такие знаменитости, как Ян Кипура или Войцех Коссак. Бренд «Якоб Хаберфельд» также был возобновлён с появлением шести кошерных водок и ликёров, которые производятся в сотрудничестве с производственным предприятием «Фонд семьи Ниссенбаум» в Бельско-Бяла.
Выставка также представляет собой рассказ о судьбе одной из двух самых влиятельных еврейских семей Освенцима. Судьба была резко изменена началом Второй мировой войны и убийством 5-летней Францишки Хенрики Хаберфельд на территории лагеря смерти в Белжице.